# Trældiget
Trældiget (eller Alverdensdiget) er en jysk forsvarsvold på grænsen mellem Ribe Amt og Vejle Amt ved Skanderup Sogn og Andst Sogn. Anlægget er usikkert dateret tilbage til romersk jernalder.
Forsvarsanlægget har strakt sig over cirka 12 kilometer, hvor volden nok ikke har været sammenhængende men afbrudt af moser og enge. Udstrækningen gør Trældiget til den næststørste forsvarsvold i Danmark kun overgået af Dannevirke. Det har beskyttet østjyder mod vestjyder.
Trældiget er en forsvarsvold af typen langvold, der indtil videre i Danmark kun er fundet i Jylland.
Den er sandsynligvis opført i jernalderen.
Udover Trældiget er der 8 kendte langvolde: Rammedige, Kong Knaps Dige, Dandiget, Margrethediget, Kampdiget, Margrethevolden, Vendersvold og Olgerdiget.
Et dige i området ved Trældiget blev nævnt i en præsteindberetning fra Skanderup Sogn til Ole Worm i 1638. Her hed det:
| „ | Findes også herudi sognet en gammel steenrøggell som er endnu kiend som løber offuer Lunderskoff, Skandrup og Hiardrup marck; item offuer Fobeslet marck mod hertugdommen. Menis aff de gamble att haffue veret for en anlob i gamble daage. | “ |

Steen Hvass mener dog ikke at det nævnte dige er Trældiget.
Over 100 år senere, i 1766 nævnte en præsteindberetning fra Andst Sogn til biskop Bloch i Ribe et dige som menes at være Trældiget:
| „ | Der sees et opkastet Dige østen for Store Anst By paa den Mark, som man kan mærke at have været stor, og holder en lige Linje fra Sønden til Nord. Folk siger, om det ellers er at tro, at dens Begyndelse skal være en Mils Vej sønder paa og at den skal strække sig langt ind i Jylland nordpaa item at den i forrige Tider skal have været Grænseskjel mellem to Kongeriger. | “ |

I 1840 besigtigede J.J.A. Worsaae Trældiget.
Han angav at det gik fra Store Andst til vest for Jordrup og var da cirka 1,9 meter høj. Worsaae blev fortalt at diget strakte sig videre nordpå til Egtved Skov. Han undersøgte ikke om diget gik videre sydpå fra Andst.
Allerede da angav han at "Paa mange Steder er den naturligviis overplöiet eller vel endog ganske udjævnet".
Omkring 50 år senere i 1894 beskrev og opmålte medarbejder ved Nationalmuseet kaptajn A.P. Madsen diget.
Han angav da at det havde været cirka 11 kilometer langt, men at der da kun var mindre end 1200 meter tilbage. Det tilbageværende var som skel mellem Skanderup og Andst sogne.
I begyndelsen af 1900-tallet begyndte man at tvivle på om der var tale om en forsvarsvold.
Direktør ved Nationalmuseet Sophus Müller mente at der var tale om et almindeligt markdige.
Søren Alkærsig og August F. Schmidt foretog hver deres stednavneundersøgelse omkring 1920.
I 1932 gravede Alkærsig ved Jordrup og Gejsing for at undersøge diget.
Endelig i 1981 kom det til en udgravning med en stor gravemaskine efter at der skulle nedlægges naturgasrør på strækningen mellem Store Andst og Lunderskov.
Her blev diget fastslået som en forsvarsvold med en 2,5 meter bred og 1 meter dyb voldgrav og palisade.
Esbjergmotorvejen krydser Trældiget.
Da den skulle anlægges i 1990'erne udvalgte man 38 lokaliteter på en 10 kilometer lang etape i motorvejstracéet til prøvegravning.
I 1994 prøvegravede man i og omkring Trældiget,
og ved den lille bakke hvor motorvejen og Trældiget ville krydse frilagdes et område på 3.600 kvadratmeter.
Her fandt man "talrige gruber, kogestensgruber og spredte stolpehuler", hvor bebyggelserne særligt havde været øst for Trældiget, dog også med nogle vest for Trældiget.
Disse spor var fra førromersk jernalder ældre end Trældiget.
Dateringen af Trældiget har været svær.
Det har visse ligheder med Olgerdiget der er dateret med en spredning fra år 7 til år 310. Trældiget menes på grund af lighederne at være samtidig; det vil sige fra romersk jernalder.
I Veerst Skov vest for den nordlige del af Trældiget ligger Trælborg (de).